# Haruka Shimazaki
Haruka Shimazaki, née le 30 mars 1994 à Saitama, est une actrice et chanteuse japonaise.

## Biographie
Elle est l'ancienne membre du groupe d'idols japonais AKB48,,. Son attitude supposée apathique envers les fans d'idoles a conduit à la popularité du traitement salé à la mode dans les médias japonais. Depuis qu'elle a obtenu son diplôme de l'AKB48 en 2016, Shimazaki a travaillé comme actrice, notamment dans Hiyokko, Nisekoi et Tonde Saitama. Elle a également lancé sa propre chaîne YouTube le 30 mars 2020.